# Wiktoria Johansson
Wiktoria Vendela Johansson (Brämhult, Vestrogotia, Suecia; 8 de noviembre de 1996) conocida simplemente como Wiktoria, es una cantante y compositora sueca.

## Biografía
Nacida en la localidad sueca de Brämhult en la Provincia de Vestrogotia, el 8 de noviembre de 1996. Desde muy niña tuvo un gran interés por el mundo de la música.
En 2011 inició su carrera profesional y en ese tiempo participó en la selección nacional Lilla Melodifestivalen, para poder representar a Suecia en el Festival de la Canción de Eurovisión Junior, pero finalmente acabó en cuarto lugar a favor de Eric Rapp. En esta competición, participó con el que fue su primer sencillo, titulado "Jag behöver dig" y que fue coescrito por ella y otros compositores.
En 2013 junto a su amiga, la cantante Hanna Boquist, formaron el dúo musical "Dash4 - The Band" que se ha hecho bastante popular y con el que han ido dando conciertos por diversas ciudades del país. Ambas comenzaron haciendo covers que subían a la plataforma de YouTube, hasta que lanzaron el que fue su primer sencillo "Turn Up The Love". Después de que éste se hiciera conocido y recibiera una buena recepción, se convirtió en el tema oficial del Festival de la Canción de Eurovisión 2013 que se celebró en el país teniendo como sede la ciudad de Malmö. Posteriormente fueron lanzando otros más, entre los que también destaca uno de 2014, titulado "Rewind" que logró posicionarse en la lista musical nacional Sverigetopplistan (Singles Top 60).
El 30 de noviembre de 2015, fue anunciada por la compañía de radiodifusión Sveriges Television (SVT) como una de los 28 participantes en la selección nacional Melodifestivalen 2016. Participó en esta competición con la canción "Save Me", escrita por ella y por Jens Siverstedt, Jonas Wallin y Lauren Dyson y tras ser escogida y clasificada en la segunda semifinal celebrada en Malmö, compitió en la gran final en el Friends Arena de Estocolmo, donde se eligió a la persona encargada de representar al país en el Festival de la Canción de Eurovisión 2016 que tuvo lugar en el Globen Arena de Estocolmo. Se quedó con el cuarto puesto. Más tarde lanzó el sencillo "Yesterday R.I.P".
En 2017 participó también en el Melodifestivalen, clasificándose en la última semifinal para pasar a la final celebrada el 11 de marzo en el Friends Arena de Estocolmo, donde acabó en sexta posición.
En la actualidad participa en el Melodifestivalen 2019.